# Allium yingshanense
Allium yingshanense — вид квіткових рослин з підродини цибулевих (Allioideae). Ендемік Китаю.